# Iaret
Iaret fue una princesa del Antiguo Egipto, segunda Gran Esposa Real de su medio-hermano Thutmose IV. Era hija de Amenofis II y de una mujer cuyo nombre se ha perdido, pero que debía ser princesa real. Su matrimonio con este Rey fue por razones puramente políticas, pues Tutmosis IV era hijo de una esposa secundaria, de nombre Tiaa, y la legitimidad se la dio su matrimonio con Iaret. La transcripción de su nombre es incierto, ya que está escrito con una sola cobra, lo que tiene diferentes lecturas posibles.
Tuvo solo hijas, en gran número por cierto, pero al no traer ningún varón al mundo el siguiente rey fue Amenhotep III, nacido de la primera esposa de Thutmose IV, la dama Mutemuia, que tenía el rango de esposa secundaria.
|          |    |
| \| \| \| |    |
|          |    |
| I12      | B7 |

| I12 | B7 |

|          |    |
| \| \| \| |    |
|          |    |
| I12      | B7 |

| I12 | B7 |

|          |    |
| \| \| \| |    |
|          |    |
| I12      | B7 |

| I12 | B7 |

|          |    |
| \| \| \| |    |
|          |    |
| I12      | B7 |

| I12 | B7 |

Iaret puede haber sido la madre de Sitamón y la abuela de Nefertiti.

## Testimonios de su época
Está representada en una estela del año 7º de Tutmosis IV en Konosso, Nubia así como en inscripciones del mismo año en las minas de turquesas de Serabit el-Jadim, en el Sinaí.

## Títulos

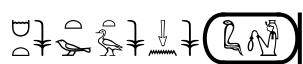
Inscripción de Iaret: «Gran Esposa Real, Gran Hija Real, Hermana Real, Iaret»

- Hija Real (s3t-niswt)
- Hermana Real (snt-niswt)
- Gran Esposa Real (hmt-niswt-wrt)
- Gran Hija Real (s3t-niswt-wrt).

### Citas y notas
1. ↑  Aidan Dodson y Dyan Hilton: The Complete Royal Families of Egypt editado por Thames & Hudson Ltd., London 2004 ISBN 0-500-05128-3
2. ↑   Bryan, Betsy: The Reign of Thutmose IV, Ed. Johns Hopkins University Press, 1991. pág. 335
3. ↑  Bryan, op. cit., pág. 336